# Виллерштедт
Виллерштедт (нем. Willerstedt) — община в Германии, в земле Тюрингия. 
Входит в состав района Веймар. Подчиняется управлению Ильмталь-Вайнштрассе. Население составляет 283 человека (на 31 декабря 2010 года). Занимает площадь 6,71 км².
Община подразделяется на 10 сельских округов.